# Convolvulus massonii
Convolvulus massonii — вид рослин з родини берізкові (Convolvulaceae), ендемік Мадейри.

## Біоморфологічна характеристика
Чагарникова, багаторічна, витка рослина. Стебла можуть досягати 4 метрів і більше, стаючи деревними з віком. Листки від яйцюватих до ланцетних, довжиною від 4 до 11 сантиметрів. Цвітіння відбувається у березні — серпні.

## Середовище проживання
Ендемік Мадейри (о-ви Мадейра, Дезерташ).
Населяє порослі рослинністю морські скелі та Макаронезькі лаврові ліси.

## Загрози та охорона
Основними загрозами для виду є урбанізація, будівництво доріг і тунелів, сміттєзвалища, ерозія та зсуви.
Convolvulus massonii включено до списку пріоритетних видів в Додатку II Директиви про середовище про існування та перелічено в додатку I Конвенції про охорону європейської дикої природи та природних середовищ існування (Бернська конвенція). Насіння зберігаються в насіннєвому банку Мадейрського ботанічного саду.

## Використання
Упродовж століть рослина вирощується в садах з декоративними цілями.